# 野田市立南部中学校
野田市立南部中学校（のだしりつ なんぶちゅうがっこう）は、千葉県野田市の南部地区にある公立中学校。通称は「南中」（なんちゅう）。また略称で「野田南」（のだなん）と呼ばれることがある。

## 概要
市内で最も生徒数の多い中学校である。

## 沿革
- 1947年5月10日 - 梅郷村立梅郷中学校として開校。
- 1950年5月3日 - 野田市立南部中学校と改称。
- 1952年7月18日 - 本校舎一棟・付帯設備落成。
- 1954年
  - 3月9日 - 講堂落成。
  - 3月28日 - 校歌完成（作曲 - 内田栄一）。
- 4月8日 - 教育評価　県研究指定校に認定。
- 1961年3月28日 - 三教室増築
- 1962年4月7日 - 技術科室竣工産振法を受け、各種工作機械を設置。
- 1963年12月4日 - 学校体育の充実に対し県より表彰。
- 1964年7月27日 - 学区協力により吹奏楽団を編成。
- 1967年3月18日 - 卒業記念として正門門扉完成。
- 1968年3月14日 - 国旗掲揚塔完成。
- 1970年2月18日 - 体育館兼講堂竣工。旧講堂を音楽室・家庭科室に改造。
- 1972年1月18日 - 給食開始。
- 1974年
  - 8月30日 - プレハブ校舎（2教室）完成。
  - 12月5日 - 野田市教育研究会学級経営部会会場校として研究発表。
- 1976年
  - 7月27日 - 東葛飾郡陸上競技大会優勝。
  - 10月23日 - 東葛飾地方中学校駅伝競走大会優勝。
- 1977年
  - 1月16日 - 銚子半島一周駅伝大会優勝。
  - 3月15日 - 石油貯蔵庫一棟完成。
  - 8月21日 - 木造校舎3教室移転本校舎工事着工。
  - 11月8日 - 千葉県教育研究会社会科教育野田大会研究発表。
- 1978年
  - 5月30日 - 鉄筋校舎18教室竣工。
  - 7月28日 - バレーボール男子関東大会出場。
- 1982年10月30日 - 東葛飾地方中学校駅伝競走大会優勝。
- 1983年6月28日 - 市研究指定校教科指導法の研究発表。
- 1984年
  - 3月14日 - 鉄筋校舎31部屋竣工。
  - 5月1日 - 職員室前庭園完成。
- 1987年12月10日 - 創立40周年記念講演会開催。
- 1988年11月11日 - 文部省指定学校同和教育研究公開発表。
- 1989年8月1日 - 第二グラウンド完成。（テニスコート4面・バレーコート2面）
- 1992年4月1日 - 県教育委員会より「学校教育における社会人の活用に関する研究」の委託を受ける。併せて、野田市教育研究会学級経営の指定を受ける。
- 1993年9月30日 - 県教委指定及び市教育研究会学級経営部会発表、社会人の活用に関する研究公開発表。
- 1994年3月31日 - 新給食室完成。
- 1995年3月8日 - 新体育館完成。
- 1996年4月1日 - 県教育委員会及び市教育委員会より福祉教育の指定を受ける。
- 1997年11月15日 - 創立50周年記念式典開催。
- 1998年11月27日 - 福祉教育研究指定「紀要」編成。
- 1999年
  - 1月20日 - コンピューター室改築完成。
  - 4月30日 - 県教育委員会より「校内適応指導教室推進校」の指定を受ける。
- 2002年
  - 1月19日 - マーチングバンド、バトントワーリング全国大会出場。
  - 6月14日 - 千葉県教育研究会英語教育部会学習指導法研究大会会場。
- 2003年
  - 4月1日 - 環境教育指定を受ける。
  - 11月23日 - 全国管楽器合奏コンテスト全国大会（金賞）。全国マーチングフェスティバル（優秀賞）。
  - 12月20日 - マーチングバンド・バトントワーリング全国大会出場（金賞）。
- 2004年
  - 4月1日 - 野田市教育委員会指定「男女平等教育推進校」（授業公開）。
  - 11月21日 - 第17回全日本マーチングコンテスト中学フェスティバルの部（金賞）。
- 2005年
  - 1月18日 - 第32回マーチングバンド・バトントワーリング全国大会（金賞）。
  - 3月3日 - 千葉県教育委員会教育奨励賞受賞。
  - 4月1日 - 文部科学省より「学力向上拠点形成事業」の指定を受ける。
  - 11月20日 - 第18回全日本マーチングコンテスト中学フェスティバルの部（金賞）。
- 2006年1月17日 - 第33回マーチングバンド・バトントワーリング全国大会（金賞）。
- 2007年
  - 10月13日 - 東葛飾地方中学校駅伝競走大会準優勝。
  - 11月28日 - 学力向上拠点形成事業公開研究会開催。
- 2008年
  - 3月15日 - 千葉県教育長賞受賞（吹奏楽部）。
  - 4月1日 - 特別支援学級開設。
  - 12月20日 - 第35回マーチングバンド・バトントワーリング全国大会（金賞）。
- 2011年
  - 4月19日 - 自転車盗難防止モデル校認定。
  - 10月15日 - 東葛飾地方中学校駅伝競走大会準優勝。
- 2012年
  - 1月8日 - 銚子半島一周駅伝競走大会優勝。
  - 10月20日 - 東葛飾地方中学校駅伝競走大会優勝。
- 2013年
  - 1月13日 - 銚子半島一周駅伝競走大会優勝（連覇）。
  - 10月28日 - 普通教室棟耐震補強工事完了。
- 2014年
  - 1月28日 - 全国教育美術展文部科学大臣奨励賞受賞。
  - 2月25日 - 武道場完成。
- 2017年
  - 3月15日 - 空調設備完成。
  - 11月19日 - 全日本マーチングコンテスト（金賞）
  - 12月16日 - M協マーチングバンド全国大会（金賞）。
- 2018年3月8日 - 応援歌制定。マスコットキャラクター「うめまる」披露。
- 2024年
- 11月16日 - 全日本マーチングコンテスト（銀賞）
- 12月14日‐M協マーチングバンド全国大会（金賞）

## 学校教育目標
「知性と活力に満ちた南中生の育成」~自立と貢献~
1. 意欲的に学ぶ生徒
2. 仲間を大切にする生徒
3. 健康増進を図る生徒

## 主な行事
- 4月 - 着任式・入学式・始業式・新入生歓迎会
- 5月 - 修学旅行（3年生）・生徒総会
- 6月 - 梅干しづくり・校外学習（1年生）・職場体験（2年生）
- 7月 - 部活動壮行会・夏季休業
- 9月 - 体育祭
- 10月 - 四校合同音楽会・南響祭（文化祭）
- 11月 - 芸術鑑賞教室
- 12月 - 冬季休業
- 1月 - 書き初め大会・職場見学（1年生）
- 2月 - スキースクール（2年生）
- 3月 - 3年生を送る会（3送会）・卒業式、修了式・春季休業

## 三本柱
- 伝え合う心 あいさつ
- 響きあう心 歌声
- 磨きあう心 清掃

## 部活動
部活動は活発に行われている。毎年、運動系の部活が県大会から全国に進出している部が多くある。そのひとつとして駅伝部（陸上競技部）が毎年東葛駅伝の上位常連校である。また文化系では吹奏楽部がマーチングにおいて全国の常連であり、全国大会では金賞、銀賞に輝いている。

### 運動部
- 陸上競技部(陸上部、駅伝部)
- 水泳部
- 野球部（男子）
- ソフトボール部（女子）
- サッカー部
- テニス部（男・女）
- バレーボール部（男・女）
- バスケットボール部（男・女）
- 卓球部（男・女）
- 剣道部

### 文化部
- 吹奏楽部
- 創作活動部
- 科学部
- 美術部

## 生徒数・学級数・校長
- 生徒数 - 893人（2019年4月時点）
- 学級数 - 24学級（2019年度）
  - 1年 - 8クラス
  - 2年 - 8クラス
  - 3年 - 8クラス
  - 特別学級（学年混成）- 2クラス
- 校長 - 千葉均一（2019年度より）

## 著名な卒業生
- 池沢早人師 - 漫画家
- 江口寿史 - 漫画家、イラストレーター
- 上崎洋一 - 編集者、著作家、俳人（日野百草）
- 大島麻衣- タレント（元AKB48）
- ナオト・インティライミ - ミュージシャン
- ワンワンニャンニャン - お笑い芸人
- 高橋一輝 - プロサッカー選手
- 武井亨介 - 自転車競技選手

## アクセス
- 東武野田線（東武アーバンパークライン）梅郷駅より徒歩約12分